# Horójiv
Horójiv (en ucraniano: Горо́хів) es una ciudad de Ucrania perteneciente al raión de Lutsk de la óblast de Volinia.
En 2017, la ciudad tenía 9146 habitantes. Desde la reforma territorial de 2020 es sede de un municipio con una población total de unos veinticinco mil habitantes, que incluye 41 pueblos como pedanías.
Se conoce la existencia de la localidad desde 1240, cuando se menciona en el códice de Hipacio. Recibió el Derecho de Magdeburgo en 1601. En 1940, la Unión Soviética la reconoció como ciudad; sin embargo, en los años posteriores de la Segunda Guerra Mundial perdió más de la tercera parte de su población como consecuencia de los asesinatos masivos de judíos cometidos por los Einsatzgruppen, lo que dificultó notablemente su posterior desarrollo urbano. Hasta 2020 fue capital de su propio raión.
Se ubica unos 40 km al suroeste de la capital regional Lutsk, sobre la carretera H17 que lleva a Leópolis.